# Scamander
Pour les articles homonymes, voir Scamandre (homonymie).
Scamander (506 habitants) est un petit village sur la côte nord-est de la Tasmanie en Australie à 235 km au nord-est de Hobart à l'embouchure de la Scamander River entre les localités de St Helens et St Marys sur la Tasman Highway.
C'est un lieu de vacances apprécié en raison de sa grande plage où l'on peut faire de la natation et du surf.